# Micromorphe hemibathoides
Micromorphe hemibathoides är en fjärilsart som beskrevs av Embrik Strand 1918. Micromorphe hemibathoides ingår i släktet Micromorphe och familjen tofsspinnare. Inga underarter finns listade i Catalogue of Life.